# Statu quo ante bellum
Statu quo ante bellum es un término latino que significa «el estado en que las cosas estaban antes de la guerra». Es un principio usado en tratados internacionales para referirse a la retirada de las tropas de los campos de batalla y al retorno a las condiciones previas a la guerra. Significa que ninguno de los bandos combatientes perdió o ganó territorio, derechos políticos o económicos a causa del conflicto armado.
Se diferencia claramente del uti possidetis iure, principio según el cual cada bando hace suyos los territorios o propiedades que controle al finalizar la guerra.

## Ejemplos
Casos de statu quo ante bellum se han presentado en:
- La guerra anglo-española (1585-1604), guerra anglo-española (1625-1630) y la guerra del Asiento.

- La guerra anglo-estadounidense de 1812: esta finalizó con el Tratado de Gante. Aunque los británicos deseaban aplicar el uti possidetis iure,[2] la victoria estadounidense en la batalla de Plattsburgh pesó a la hora de firmar el tratado[cita requerida] que dejó sin pérdidas ni ganancias territoriales a ningún bando.

- La guerra grancolombo-peruana de 1828-1829: Terminó con la victoria terrestre por parte de la Gran Colombia y la victoria marítima por parte del Perú. Finalizó con el Tratado de Guayaquil.

- La guerra entre Perú y Bolivia de 1841-1842: Agustín Gamarra, presidente del Perú intenta anexar Bolivia (la ex Audiencia de Charcas), lo que costó la vida en la batalla de Ingavi. El Ejército boliviano, al mando del general José Ballivián, ocupa las provincias sureñas peruanas intentando anexar el puerto de Arica. La expulsión de las tropas bolivianas ubicadas en el sur peruano se lograría por la mayor disponibilidad de recursos materiales y humanos del Perú, que obtuvo victorias en los combate de Arica (1841), batalla de Sama, batalla de los Altos del Chipe, Batalla de Tarapacá (1842), combate de Motoni y el combate de Orurillo. Al final de la contienda se firma el Tratado de Puno.

- La guerra colombo-peruana de 1932-1933: terminó con el asesinato en Lima del presidente peruano Luis Miguel Sánchez Cerro por parte de un miembro del Alianza Popular Revolucionaria Americana. Ratificación de ambos países del tratado Salomón-Lozano de 1922.

- La guerra de Corea: este conflicto comenzó con la península de Corea dividida a lo largo del paralelo 38. Después de que la lucha terminara con un alto al fuego, la frontera actual entre Corea del Norte y Corea del Sur se mantuvo aproximadamente a lo largo del paralelo 38, similar a la partición de 1948.[3]

- La Guerra del Futbol: librada entre El Salvador y Honduras en 1969, terminó en un cese al fuego y statu quo ante bellum debido a la intervención de la Organización de los Estados Americanos.

- La guerra Irán-Irak: tras casi 8 años de guerra, Irak aceptó finalmente la posesión iraní sobre Shatt al-Arab, dejando las fronteras en las mismas condiciones previas a la guerra.

- La guerra de las Malvinas: Argentina tomo brevemente las Malvinas en 1982, pero luego de la rendición de los soldados argentinos estas volvieron a estar bajo manos británicas.

- La guerra de Kargil: este conflicto comenzó con la infiltración de soldados paquistaníes en el territorio de la India a lo largo de la Línea de Control. Después de dos meses de lucha, el ejército indio recuperó la mayoría de las posiciones del lado indio y las fuerzas paquistaníes se retiraron a sus posiciones de tiempos de paz. La guerra terminó sin cambios territoriales en ninguno de los lados.[4]